# Stomatium deficiens
Stomatium deficiens är en isörtsväxtart som beskrevs av L. Bol. Stomatium deficiens ingår i släktet Stomatium och familjen isörtsväxter. Inga underarter finns listade i Catalogue of Life.